# Зона злочинності
«Зона злочинності» — кримінальна стрічка 1997 року, знята Джоном Ірвіном.

## Сюжет
Рой Еган колись вийшов із злочинного світу, але він повернувся, щоб допомогти молодшому брату Лі з пограбуванням. На цю справу вони також наймають Джорджа Монтану та Скіпа Ковіча, який забезпечував лише транспортування. Пограбування проходить з успіхом.
Подруга Скіпа, Джина, наштовхує його на думку, що його частка буде замалою. При зустрічі з Лі та Джорджем за келихом пива, Скіп вбиває обох. Рой, почувши постріли, тікає. Він біжить в будинок Джорджа, де повідомляє дружині Рейчел про вбивство її чоловіка. Жінка не надає йому прихистку. Після перегонів Рейчел знаходить побитого Роя. Після одужання чоловік забирає гроші Скіпа. Розгніваний Скіп викрадає Рейчел. Відбувається зустріч суперників. У перестрілці Скіп гине, а пораненого Роя Рейчел доставляє в лікарню.
Рейчел з дітьми після поховання Джорджа переїжджають у Техас. Одного дня вона отримує посилку з медаллю, яку вона дала Рою. Це була гарантія, що він живий.

## У ролях
| Актор           | Роль           |
| --------------- | -------------- |
| Гарві Кейтель   | Рой Еган       |
| Тімоті Гаттон   | Лі Еган        |
| Стівен Дорфф    | Скіп Ковіч     |
| Фамке Янссен    | Рейчел Монтана |
| Вейд Домінгес   | Джордж Монтана |
| Майкл Джей Вайт | Оделл Вільямс  |
| Люсі Лью        | Кеті Роуз      |
| Франсуа Шо      | дядько Люк     |
| Дана Беррон     | Джина          |
| Елліотт Гулд    | Гарві          |

## Створення фільму

### Виробництво
Зйомки фільму проходили в Каліфорнії, США.

### Знімальна група
- Кінорежисер — Джон Ірвін
- Сценарист — Кен Соларз
- Кінопродюсери — Івжен Колар, Кен Соларз
- Композитор — Стівен Енделмен
- Кінооператор — Томас Берстін
- Кіномонтаж — Марк Конте
- Художник-постановник — Майкл Новотні
- Артдиректор — Ентоні Стеблі
- Художник-декоратор — Сінді Коберн
- Художник з костюмів — Едуардо Кастро
- Підбір акторів — Кеті Гендерсон, Дорі Цукермен[2].

## Сприйняття
Фільм отримав змішані відгуки. На сайті Rotten Tomatoes оцінка стрічки становить 43 % на основі 14 відгуків від критиків (середня оцінка 5,2/10) і 38 % від глядачів із середньою оцінкою 2,9/5 (2 770 голосів). Фільму зарахований «гнилий помідор» від кінокритиків та «розсипаний попкорн» від глядачів, Internet Movie Database — 6,2/10 (5 213 голосів).